# Rhytiphora crucensis
Rhytiphora crucensis är en skalbaggsart som beskrevs av Mckeown 1948. Rhytiphora crucensis ingår i släktet Rhytiphora och familjen långhorningar. Inga underarter finns listade i Catalogue of Life.